# 이토이가와번
이토이가와 번(일본어: 糸魚川藩 이토이가와한[*])은 일본 에도 시대 에치고노쿠니에 있었던 번으로, 기요사키 번(清崎藩)이라고도 불렸다. 번청은 이토이가와 진야이다.

## 역대 번주
아리마 가문
- 아리마 기요즈미(有馬清純) 재위 1692년 ~ 1695년

혼다 가문
- 혼다 스케요시(本多助芳) 재위 1699년 ~ 1717년

에치젠 마쓰다이라 가문
1. 마쓰다이라 나오유키(松平直之) 재위 1717년 ~ 1718년
2. 마쓰다이라 나오요시(松平直好) 재위 1718년 ~ 1739년
3. 마쓰다이라 가타후사(松平堅房) 재위 1739년 ~ 1773년
4. 마쓰다이라 나오쓰구(松平直紹) 재위 1773년 ~ 1806년
5. 마쓰다이라 나오마스(松平直益) 재위 1806년 ~ 1826년
6. 마쓰다이라 나오하루(松平直春) 재위 1826년 ~ 1857년
7. 마쓰다이라 나오키요(松平直廉) 재위 1857년 ~ 1858년
8. 마쓰다이라 나오야스(松平直静) 재위 1858년 ~ 1871년